# Карпов, Фёдор Иванович
Фёдор Ива́нович Ка́рпов  (около 1475/80 — не ранее 1539) — русский дипломат и публицист 1500—1530-х годов, постельничий, наместник, окольничий, оружничий и боярин (1517) во времена правления Ивана III Васильевича и Василия III Ивановича.
Происходил из дворянского рода Карповых — утратившей княжеский титул ветви князей Фоминских. Внук родоначальника рода Карпа Фёдоровича, старший сын Ивана Карповича Карпова упомянутого в 1489 году первым воеводою войск левой руки в походе на Вятские земли.

## Биография
В исторических источниках впервые упоминается в 1492 и 1495 годах, как постельничий Ивана III в Новгородских походах. При великом московском князе Василии III Ивановиче и соправительнице Елене Васильевне Глинской занимал ключевые посты в Иноземном приказе. Играл ведущую роль в руководстве внешней политики Русского государства в 30-х годах XVI века. В 1508—1539 годах занимался вопросами восточной внешней политики России. В 1508 году под руководством Дмитрия Владимировича Ховрина участвовал в переговорах с ногайцами. В том же году встречал крымских послов и вел с ними переговоры. К нему, как к знатоку восточных дел и влиятельному политическому деятелю обращались с посланиями крымские царевичи. В 1515 году под началом Юрия Малого Дмитриевича Траханиота и Г. Давыдова вёл переговоры с турецким послом Камалом, в 1519 году в той же комиссии — с крымским мурзой Аппаком. В 1515 году при Ю. Д. Траханиоте и самостоятельно вёл переговоры с крымскими послами. В 1517 году пожалован в окольничие, присутствовал на встрече с имперским послом Сигизмундом Герберштейном, давал необходимые справки по турецкому вопросу. В 1518 году самостоятельно и под руководством Траханиота вел переговоры с крымским послом Кудояром, как консультанта по восточным делам его приглашали для участия в переговорах с имперским послом Ф. да Колло. В 1519 году послан с казанским царём в Казань. В 1520-е года стал первой фигурой в восточной дипломатической службе России. До 1521 года описывал Муром. Принимал самое деятельное участие в переговорах с крымскими и турецкими послами (1523, 1524, 1529). В западных делах почти не участвовал, лишь присутствовал на приеме прусского посла в 1518 году. До марта 1525 года наместник Юрьева. Литовских представителей он принимал под руководством более старших по рангу лиц, в том числе М. Ю. Захарьина и князя В. Д. Пенкова, в 1526 и 1529 годах. В 1527 году поручился за князя М. Л. Глинского.
Имеются две даты смерти: 1530 год и после 1539 года.
В 1537 году получил звание оружничего, и ему поручено «блюсти» двухлетнего опального сына Андрея Старицкого — Владимира.
В описи Волокаламского монастыря 1545 года упомянута книга, которую по «Фёдоре по Карпове дали».

## Общественно-политические взгляды
Был широко образованным человеком, знал латинский язык, увлекался античной литературой, философскими и мировоззренческими проблемами. В послании митрополиту Даниилу — Карпов цитирует ряд сочинений Овидия, а также ссылается на «Никомахову этику» Аристотеля. Будучи человеком очень скромным и обладая высоким интеллектом, Фёдор Иванович находился в «тени», как бы на «втором плане», и это спасало его от многих невзгод и клеветы. В то же время он умудрялся влиять на принимаемые в верхах решения. Из немногих сохранившихся сочинений наиболее известны послания к митрополиту Даниилу, Максиму Греку и др., их отличают гуманистические и рационалистические устремления, образность языка и смелость мысли. Карпов одним из первых в русской литературе того времени поднял вопрос о применимости геометрических форм для образного истолкования бытия Бога. Ратуя за сильное и «правдивое» самодержавие, он выражал интересы дворянства. В своей политической мысли предвосхитил труд Ивана Пересветова.
В 1525 году Максим Грек был подвергнут опале за участие в политической борьбе двух клерикальных группировок, был обвинён в том, что намеренно портил книги и неправильно переводил и редактировал тексты, за что был осуждён и посажен «за сторожи». Карпова спас тот факт, что он был человеком светским и всегда открыто ратовал за «самодержство», которое, опираясь на дворян, не давало бы воли боярам.

## Критика
Остаётся открытым вопросы для обсуждения:
1. М. Г. Спиридов в своей родословной книге указывает конкретно год смерти Фёдора Ивановича — 1530 год. Историк А. А. Зимин упоминает, что Фёдор Иванович умер вскоре после 1539 года, так как он в октябре 1539 года присутствовал на приёме крымских послов[4] и указания Шереметьевского списка[5] о том, что Карпов был окольничим с 1516—1517 годах, а умер в 1530 году, считает ошибочными. В ПСРЛ упоминается под 1552 годом голова в полках Ф. А. Карпов[6], что приводит ещё к большей запутанности.
2. Историки считают Фёдора Ивановича боярином[1], в частности В. С. Иконников[7][8]. А. А. Зимин считает, что это мнение было высказано ошибочно уже Филаретом[9], а также издателями сочинений Максима Грека, опубликовавшими письмо Ф. Карпова[10]. В родословной книге из собрания М. А. Оболенского Фёдор Иванович упомянут только окольничим[11].

## Семья и дети
Фёдор Иванович Карпов от неизвестной жены оставил четырёх сыновей:
1. Карпов Иван Фёдорович Большой — сын боярский, посол в Крыму во время Ивана Грозного.
2. Карпов Долмат Фёдорович (ум. 1571) — дворецкий, окольничий, воевода, основатель города Свияжска (1551), родоначальник дворян Карповы-Долматовы.
3. Карпов Иван Фёдорович Меньшой (ум. 1554) — воевода и окольничий.
4. Карпов Василий Фёдорович — участник свадьбы Ивана Грозного (1547), князя Владимира Андреевича (1550), четвёртый воевода в Свияжске (1558).